# Мофтіну-Мік
Мофтіну-Мік (рум. Moftinu Mic) — село у повіті Сату-Маре в Румунії. Адміністративний центр комуни Мофтін.
Село розташоване на відстані 450 км на північний захід від Бухареста, 24 км на південний захід від Сату-Маре, 126 км на північний захід від Клуж-Напоки.

## Населення
За даними перепису населення 2002 року у селі проживали 1219 осіб.
Національний склад населення села:
| Національність | Кількість осіб | Відсоток |
| -------------- | -------------- | -------- |
| румуни         | 735            | 60,3%    |
| угорці         | 376            | 30,8%    |
| цигани         | 58             | 4,8%     |
| українці       | 49             | 4,0%     |

Рідною мовою назвали:
| Мова       | Кількість осіб | Відсоток |
| ---------- | -------------- | -------- |
| румунська  | 751            | 61,6%    |
| угорська   | 437            | 35,8%    |
| українська | 30             | 2,5%     |